# Kara-Hardaš
Kara-Hardaš (auch Kara-Hardasch; mKa-ra-Ḫar-da-aš, babylonisch verm. Kadašman-Ḫarbe), um 1333 v. Chr., war ein König von Babylonien. Er war der Sohn des Kassiten Burna-buriaš II. und der Muballiṯat-Šerua, der Tochter Aššur-uballits. Nach der Chronik P war Kara-Hardaš allerdings ein Sohn von Kara-Indaš (Kar-Ina-da-aš) und der Muballiṯat-Šerua. Elena Cassin sieht Kadašman-Ḫarbe als Sohn von Kara-indaš; er wäre damit deutlich älter als Aššur-uballit I. selber.
Kara-Hardaš führte den Titel LUGAL la šak-na-an, „König ohnegleichen“. Er wurde bald nach seiner Thronbesteigung, noch als Minderjähriger, Opfer einer Rebellion. Die Babylonier machten einen gewissen mNa-zi-Bu-ga-aš (oder Šu-zi-ga-aš), den „Sohn eines Niemands“, zum König, worauf sein Großvater einschritt, den Usurpator vertrieb und Kurigalzu II. (iluKu-ri-Gal-zu), einen anderen Sohn von Burna-Buriaš (oder von Kara-Hardaš?), als Herrscher „auf dem Thron seines Vaters“ einsetzte.
Nach dem Tod von Aššur-uballit wandte sich dieser allerdings gegen Aššur und trug den Kampf gegen Enlil-nirari sogar bis auf assyrisches Gebiet.
| Zeitgenossen von Kara-Hardaš 1327 v. Chr. |                              |                        |                             |
| Ägypten                                   | Assyrien                     | Mittani                | Hethiter                    |
| Tutanchamun (1333–1323 v. Chr.)           | Aššur-uballit I. (1353–1318) | Šattiwazza (1350–1320) | Šuppiluliuma I. (1355–1323) |